# مهمونی برای تو
«مهمونی برای تو» (به انگلیسی: Party 4 U) ترانه‌ای از خوانندهٔ انگلیسی چارلی ایکس‌سی‌ایکس می‌باشد که در چهارمین آلبوم استودیویی وی تحت عنوان الان چه حسی دارم (۲۰۲۰) قرار دارد. وی این ترانه را با تهیه‌کنندهٔ ترانه ای. جی. کوک نوشته است. «مهمونی برای تو» یک اثر پاپ و هایپرپاپ می‌باشد که با سینث‌های پژواکی و ساختار موسیقایی‌ای که به‌تدریج به اوج می‌رسد، همراه است. اشعار این قطعه روایتگر برگزاری جشنی برای کسی است که هرگز به آن نمی‌رسد، و در کنار آن به فراز و نشیب‌های روابط نوسان‌دار راوی نیز پرداخته شده‌است.